# جائزة أفضل لاعب كرة قدم في العالم 1991

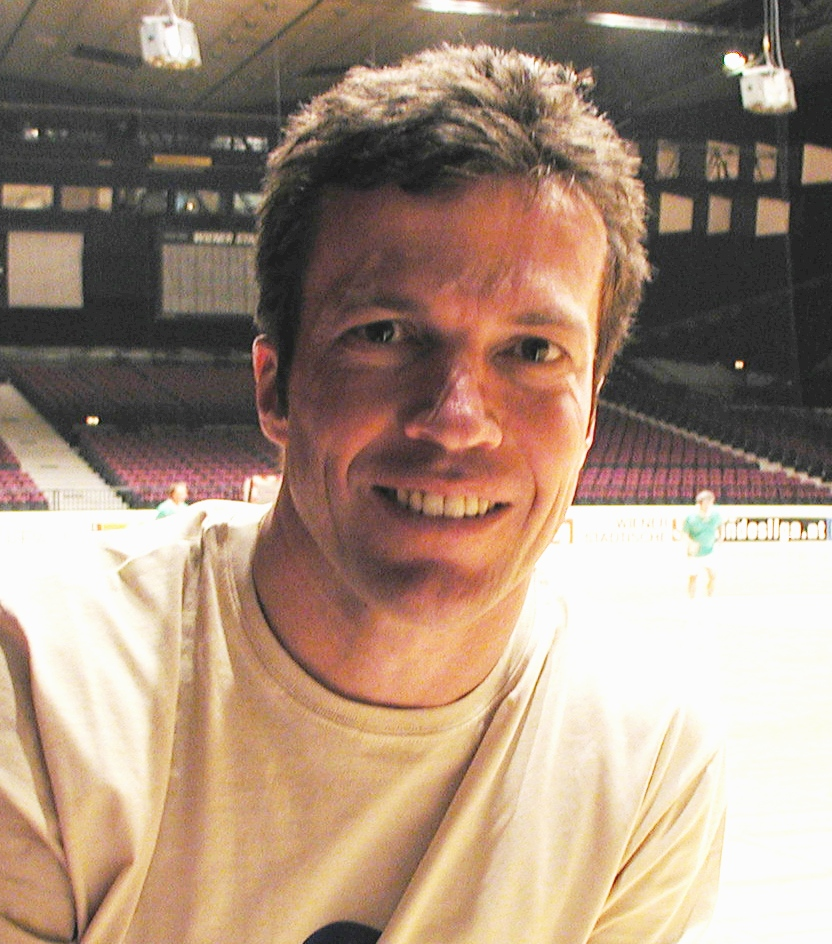

فاز بجائزة أفضل لاعب كرة قدم في العالم 1991 الألماني لوتار ماتيوس.